# 相模原市立共和中学校
相模原市立共和中学校（さがみはらしりつ きょうわちゅうがっこう）は、神奈川県相模原市中央区共和一丁目にある公立中学校。

## 沿革

### 略歴
当校は、昭和49年(1979) 4月1日に開校した。

### 年表
- 1974年4月1日 - 開校
- 1980年4月1日 - 通学区域の一部が相模原市立弥栄中学校へと分離[4]

## 学校行事
- 4月 - 入学式・始業式
- 5月 - 生徒総会・PTA･同好会合同総会
- 6月 - 定期テスト・保護者会（1,2年，共和学級）・校外学習 (2年)・校外学習（3年）
- 7月 - 進路保護者会 (3年）・校外学習（1年）・三者面談・終業式
- 8月‐夏休み
- 9月 - 始業式・地区別集団下校訓練・共和中祭ステージ部門
- 10月 - 共和中祭体育部門・保護者会（1,2年，共和学級）・進路面談（3年）
- 11月 - 職場体験学習（2年）・定期テスト・進路面談（3年）
- 12月 - 大掃除・終業式
- 1月 - 始業式・新入生説明会・福祉体験学習（1年）
- 2月 - 定期テスト・新入生体験教室・保護者会(1,2年，共和学級）
- 3月 - 体育的行事 (球技大会)・卒業式・修了式

## 同好会

### 文化系
- 演劇同好会
- 美術部同好会
- 合唱同好会
- 吹奏楽同好会

### 体育会系
- バスケットボール同好会
- サッカー同好会
- ハンドボール同好会
- 女子ソフトテニス同好会
- 野球同好会
- バドミントン同好会
- 女子バレーボール同好会
- 剣道同好会

## 通学区域
- 相模原市中央区[5][6]
  - 鹿沼台1丁目
  - 鹿沼台2丁目
  - 共和1丁目
  - 共和2丁目
  - 共和3丁目
  - 共和4丁目
  - 東淵野辺1丁目
  - 東淵野辺2丁目
  - 東淵野辺3丁目
  - 東淵野辺4丁目
  - 東淵野辺5丁目
  - 淵野辺5丁目10番1号〜12号・20号〜48号・11番
  - 淵野辺本町4丁目1番〜11番・14番〜39番
  - 淵野辺本町5丁目4番〜43番

## 進学前小学校
- 相模原市中央区
  - 相模原市立共和小学校（一部は相模原市立由野台中学校へ）
  - 相模原市立淵野辺東小学校

## 交通
- JR東日本横浜線淵野辺駅より徒歩7分